# الشؤون المالية للعائلة المالكة البريطانية

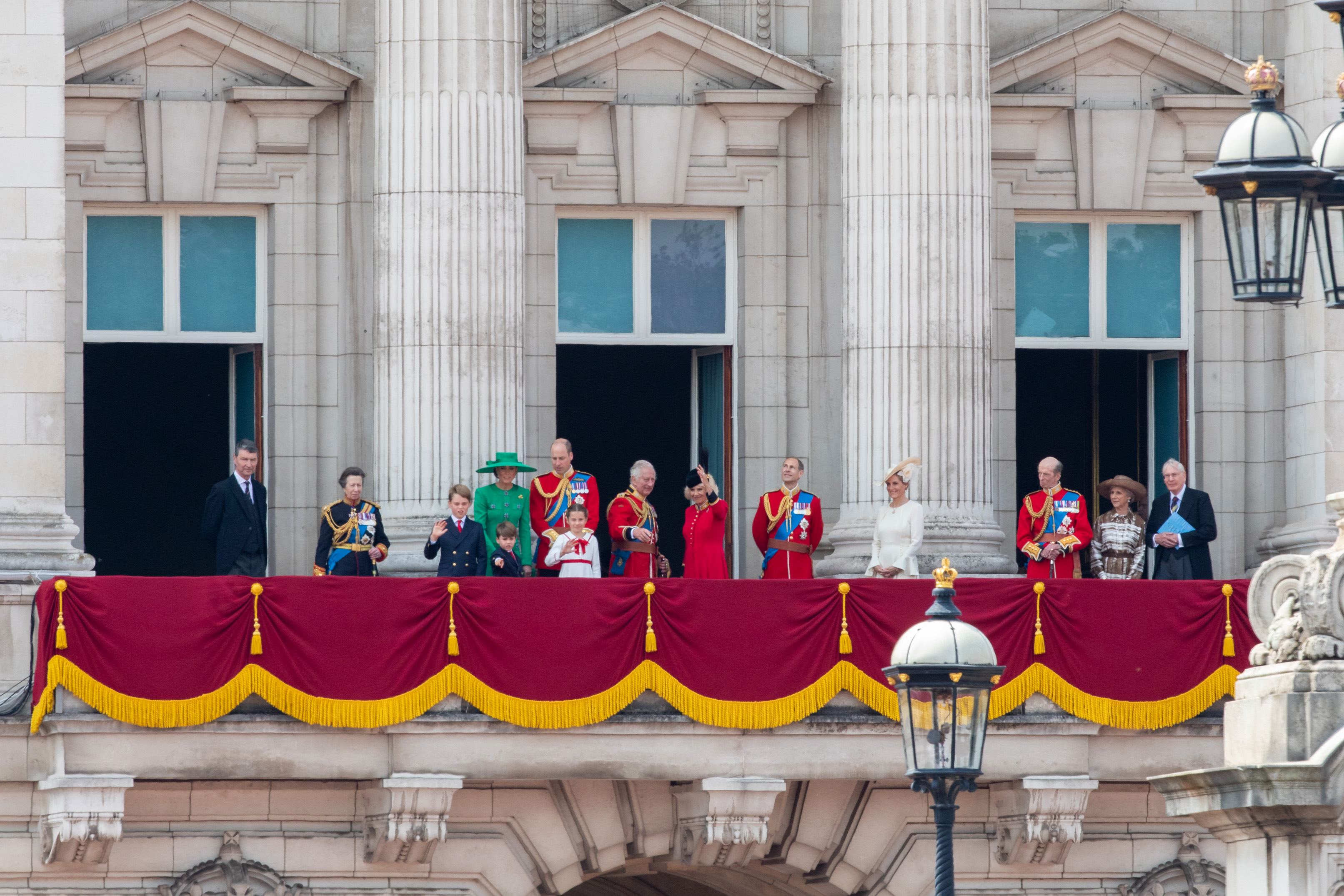
العائلة الملكية البريطانية في شرفة قصر باكنغهام بعد حفل Trooping the Color السنوي في عام 2023

تتدفق الموارد المالية للعائلة المالكة البريطانية من عدة مصادر. تدعم الحكومة البريطانية الملك وبعض أفراد عائلته ماليًا  من خلال المنحة السيادية ، والتي تهدف إلى تغطية تكاليف النفقات الرسمية لخدمة التاج. ويشتمل ذلك على تكاليف الصيانة لمختلف المساكن الملكية، والموظفين الخاصين بالتاج، والسفر والزيارات الرسمية، والالتزامات العامة، والمناسبات الرسمية. تشتمل مصادر الدخل الأخرى على الإيرادات من دوقيّتي لانكستر وكورنوال، والدخل من رؤس الاموال من أصول الصناديق الاستثمارية الأخرى، والدخل من الاستثمارات الخاصة، والراتب البرلماني السنوي.
حارس المحفظة الخاصة هو المسؤل عن المحفظة السرية وأيضاً مسؤول عن مكتب أمين الخزانة ويتحمل المسؤولية الكاملة عن إدارة الشؤون المالية للملك والتاج.

## المنحة السيادية
يتم منح المنحة السيادية إلى الملك سنويا من قبل مسؤل الخزانة لتمويل مهام الملك الرسمية،  لتستبدل نظام تمويل الأسرة الملكية بمزيج من مدفوعات قائمة المدفوعات المدنية ومنح المساعدات . يرتبط مستوى رفاهية وتمويل الأسرة المالكة حاليا بإيرادات الحكومة من عقارات التاج .
يشير التقرير السنوي للمنحة السيادية إلى أن المنحة تمثلت في 31 مليون جنيه إسترليني في الفترة 2012-2013، و36.1 مليون جنيه إسترليني في الفترة 2013-2014  و37.9 مليون جنيه إسترليني في الفترة 2014-2015. وقيمة مبلغ المنحة السيادية يساوى 15% من صافي الفائض في حساب الدخل للعقارات الملكية للسنة المالية التي قد بدأت قبل عامين. توفر الخطوة 4 من القسم الفرعي 6 (1) والقسم الفرعي 6 (4) من القانون آلية لمنع زيادة مبلغ المنحة السيادية بما يتجاوز ما هو ضروري بسبب النمو في إيرادات العقارات الملكية. وبموجب المنحة السيادية، يستطيع مكتب التدقيق الوطني مراجعة حسابات الأسرة المالكة.
في 18 نوفمبر 2016، تم الإعلان عن خطة لزيادة المنحة السيادية من 15% إلى 25% لتجديد وإصلاح قصر باكنغهام. ومن المقرر أن تعود النسبة إلى 15% عند انتهاء المشروع في عام 2027. ونتيجة لذلك، بلغت المنحة السيادية 76.1 مليون جنيه إسترليني للفترة 2017-2018، والتي اشتملت لأول مرة على "المبلغ المخصص 30.4 مليون جنيه إسترليني" لتجديد قصر باكنغهام. ابتدءا من مارس 2019، بلغ احتياطي المنح السيادية 44.4 مليون جنيه إسترليني، مع تخصيص 36.8 مليون جنيه إسترليني منه "لتلبية الالتزامات المستقبلية اللازمة لتطوير وصيانة قصر باكنغهام". في يوليو 2023، أعلنت وزارة الخزانة أنه نظرًا للزيادة الكبيرة في ايرادات العقارات الملكية بشكل رئيسى القادمة من عقود إيجار مزارع الرياح الجديدة على الشاطئ الأمامي،ستكون المنحة 12% من صافي أرباح العقارات الملكية ابتدءا من العام التالي، مقارنة بـ 25٪، على الرغم من زيادة في القيمة الفعلية مع مرور الوقت.

### القائمة المدنية
حتى عام 1760، كان الملك يغطي جميع النفقات الرسمية من، الإيرادات الوراثية، والتي تشمل أرباح العقارات الملكية (محفظة الممتلكات الملكية). وافق الملك جورج الثالث على التخلى عن الإيرادات الوراثية للملك مقابل مصروفات تسمى القائمة المدنية. وبموجب هذا الاتفاق ، ظلت عقارات العائلة الملكية ملكًا للملك،  ولكن تم وضع الإيرادات الوراثية للملك تحت تصرف مجلس العموم . تم دفع القائمة المدنية من الأموال العامة وكان تهدف الى دعم ممارسة الملك لواجباته كرئيس لدولة بريطانيا العظمى . استمر هذا الترتيب من عام 1760 حتى عام 2012. في العصر الحديث، تجاوزت أرباح الحكومة من عقارات التاج دائمًا القائمة المدنية بشكل كبير. في إطار اتفاقيات القائمة المدنية، واجهت العائلة الملكية انتقادات بسبب نقص الشفافية المحيطة بالأمور المالية الملكية. لم يكن لدى مكتب المراجعة الوطني الحق في فحص البيت الملكي ولم يكن لمكتب التدقيق الوطني الحق في تدقيق شؤون الأسرة المالكة.
حصلت الملكة إليزابيث الثانية على اجمالى ايرادات تقدر ب 7.9 مليون جنيه إسترليني سنويًا من القائمة المدنية بين عامي 2001 و2012. كان إجمالي دخل الأسرة الملكية من الخزانة دائمًا أكبر بكثير من القائمة المدنية لأنها تضمنت ايرادات ودخلا إضافيًا مثل المنح والمساعدات من الخزانة والإيرادات من دوقتي كورنوال ولانكستر. بلغ إجمالي دخل الأسرة الملكية للسنتين الماليتين المتتاليتين 2011-2012 و2012-2013 30 مليون جنيه إسترليني سنويًا، تلاها انخفاض بنسبة 14% في العام التالي. ومع ذلك، قدمت وزارة الخزانة مليون جنيه إسترليني إضافي لتغطية احتفالات اليوبيل الماسي في عام 2012 .
يختلف الإنفاق الملكي عن الدخل بسبب استخدام صندوق الاحتياطي ، والذي يمكن إضافت أو السحب منه. كانت النفقات الرسمية المعلنة سنويًا لرئيس الدولة هي 41.5 مليون دولار للسنة المالية 2008-2009. ولم تشمل هذه الارقام تكلفة الأمن الذى توفره الشرطة والجيش وبعض النفقات الأخرى. تزعم مجموعة الحملة الجمهورية، التى تعزز الجمهورية في المملكة المتحدة، أن التكلفة السنوية الكاملة للعائلة الملكية البريطانية هي ما لا يقل عن 345 مليون جنيه إسترليني سنويًا، عند تضمين الإيرادات المفقودة من الدوقيتين ، والأمن ، والتكاليف التي تغطيها المجالس المحلية وقوات الشرطة ، والإيرادات الضريبية المفقودة.

## الأصول المحتجزة بوصفها أمانة لدى الملك
يتم حيازة عدد من الممتلكات كأمانة لدى الملك. تخضع هذه الممتلكات لاستثناء من ضريبة الميراث.
- تعد العقارات الملكية واحدة من أكبر المحافظ العقارية في المملكة المتحدة، وكانت حجم الممتلكات 7.3 مليار جنيه إسترليني في عام 2011 [16] وبحيازات قدرها 7.3 مليار جنيه إسترليني في عام 2011.[21] العقار الملكي ليس ملكاً شخصياً للعاهل. لا يمكن بيعه من قبل السيد بشكل شخصي،[22] ولا تتراكم له أي إيرادات أو ديون من الممتلكات. بدلاً من ذلك، يتمتع العقار الملكي بملكية الملك نيابة عن التاج، وهو كيان فردي يمثل التجسيد القانوني للدولة. يتم الاحتفاظ به في صورة أمانة ويخضع لقانون البرلمان، الذي يُقدم تقريرًا سنويًا بموجبه.[21] كما تم التنبؤ بأن إيرادات العقار الملكي ستتضاعف بالمعنى الحقيقي بين عامي 2010 و2020 مع الإيرادات الإضافية المتأتية من تأجير تراخيص تطوير مزارع الرياح البحرية في منطقة الطاقة المتجددة في بريطانيا، حقوقها التي منحتها للعقار الملكى قانون الطاقة لعام 2004. .
- دوقيتا لانكستر وكورنوال هما كيانان يمتلكان الأراضي والأصول الأخرى لإنتاج دخل، على التوالي، للملك البريطاني (الآن الملك تشارلز الثالث ) [23] والابن الأكبر للملك (إذا كان التالي في ترتيب ولاية العرش). يتم تقديم أرباح إيرادات دوقية لانكستر إلى الملك كل عام وتشكل جزءًا من المحفظة الخاصة ، مما يوفر الدخل لكل من النفقات الرسمية والخاصة للملك.[24] يتلقى دوق كورنوال إيرادات للأعمال الخيرية والأنشطة الرسمية. وتغطي هذه الترتيبات المالية أيضًا النفقات الرسمية لبعض أفراد أسرته المباشرة. في عام 1971، تم تقديم مشروع قانون خاص للأعضاء إلى البرلمان من قبل النائب العمالي ويلي هاميلتون لتأميم الدوقيتين وأراضي التاج، وقد هُزم، على الرغم من تأييد أكثر من 100 نائب له.[25]
- المساكن الملكية الرسمية المحتلة مثل قصر باكنغهام وقصر هوليرود وقلعة وندسور مملوكة للملك، كما هو الحال مع قصر وستمنستر .[26][27] ومن المتوقع أن تستخدم الأسرة الملكية المنحة السيادية لصيانة المساكن. في مايو 2009، طلبت الملكة مبلغًا إضافيًا قدره 4 ملايين جنيه إسترليني سنويًا من الحكومة لتنفيذ أعمال الإصلاح المتراكمة في قصر باكنغهام.[28] في عام 2010، طلبت العائلة المالكة منحة إضافية من وزارة الثقافة والإعلام والرياضة ولكن تم رفضها على أساس أن المخطط "يستهدف المدارس والمستشفيات والمجالس وجمعيات الإسكان لبرامج التدفئة التي تفيد الأسر ذات الدخل المنخفض" .[29] كان أكثر من ثلث العقارات الملكية في حالة سيئة بحلول عام 2012-2013 وفقًا لتقرير صادر عن لجنة الحسابات العامة . قدرت تكلفة الترميم بـ 50 مليون جنيه إسترليني، لكن صندوق الاحتياطي كان عند أدنى مستوى تاريخي عند مليون جنيه إسترليني.[30] الملك مسؤول أيضًا عن استخدام المنحة السيادية لدفع أجور 431 من حوالي 1200 موظف في الأسرة الملكية، [31] بقيمة تصل إلى 18.2 مليون جنيه إسترليني في 2014-2015.[32] في عام 2013، ذكرت صحيفة الغارديان أن قصر باكنغهام كان يستخدم عقودًا بدون ساعات لموظفيه الصيفيين.[33] وفي عام 2015، أفيد أنه تم الاستغناء عن أربعة مسؤولين كبار على الأقل لخفض التكاليف.[34]
- المجموعة الملكية هي المجموعة الفنية للعائلة المالكة البريطانية. إنها واحدة من أكبر وأهم المجموعات الفنية في العالم، حيث تحتوي على أكثر من 7000 لوحة، و40000 لوحة مائية ورسومات، وحوالي 150000 مطبوعة قديمة ، وصور تاريخية، ومفروشات، وأثاث، وسيراميك، وكتب، وألواح ذهبية وفضية، وأذرع ودروع. والمجوهرات وغيرها من الأعمال الفنية. تتضمن المجموعة جواهر التاج في برج لندن (بما في ذلك التاج والجرم السماوي والصولجان).[35] وهي موزعة فعليًا بين ثلاثة عشر مسكنًا ملكيًا ومساكن سابقة في جميع أنحاء بريطانيا. على الرغم من أن المجموعة مملوكة للملك، إلا أنها ليست ملكية شخصية لتشارلز الثالث كفرد. وبدلاً من ذلك، فإن المجموعة مملوكة من قبل الملك لخلفائه والأمة.[36] وتقول وزارة الخزانة إن هذه الأصول "مملوكة للسيادة ولا يمكن التصرف فيها ".[37] يتم إنشاء الدخل من خلال التحصيل من القبول العام والمصادر الأخرى. يتم استلام هذا الدخل من قبل صندوق المجموعة الملكية ، وهي المؤسسة الخيرية لإدارة المجموعة، وليس من قبل الملك.[38]
- يضم الأرشيف الملكي مجموعات تشمل المذكرات والرسائل والأوراق المنزلية والسجلات الإدارية للنظام الملكي البريطاني.
- تعتبر القصور والمتنزهات الملكية تقليديًا ملكًا للملك، ولكن تلك التي لم تعد تشغلها الملكية أو تستخدمها الحكومة يتم تشغيلها بشكل عام من قبل الجمعيات الخيرية العامة والقصور الملكية التاريخية والمتنزهات الملكية .

## الملكية الخاصة للملك
كانت للملكة إليزابيث الثانية تتلقى دخلًا خاصًا من محفظة استثماراتها الشخصية  على الرغم من أن ثروتها ودخلها الشخصي لم يكن معروفًا 
في عام 2002، ورثت لملكة إليزابيث الثانية ممتلكات والدتها، والتي يُعتقد أن قيمتها كانت تبلغ حوالي 70 مليون جنيه إسترليني  (ما يعادل حوالي 112 مليون جنيهًا إسترلينيًا اليوم).  منزل ساندرينجهام وقلعة بالمورال هما ممتلكات خاصه تعود ملكيتها للملك 

### تقديرات الثروة الشخصية
جوك كولفيل، الأمين الخاص السابق للملكة إليزابيث الثانية (عندما كانت الأميرة إليزابيث) ومدير في بنكها، كوتس، قد قدر ثروتها بنحو 2 مليون جنيه إسترليني في عام 1971 (ما يعادل حوالي 30 مليون جنيه إسترليني اليوم.
صدرت بيانات رسمية من قصر باكنغهام في عام 1993 تصف تقديرات بقيمة 100 مليون جنيه إسترليني بأنها "مبالغ فيها بشكل كبير".
قامت مجلة فوربس بتقدير صافي ثروة الملكة باجمالى 500 مليون دولار (اى حوالي 325 مليون جنيهًا إسترلينيًا). في عام 2011،  بينما تحليل مؤشر بلومبرج للمليارديرات قدّره بـ 425 مليون دولارًا (اى حوالي 275مليون جنيهًا إسترلينيًا). في عام 2015.
في عام 2012، قدرت صحيفة "صنداي تايمز" ثروة الملكة بنحو 310 مليون جنيه إسترليني (504 مليون دولار)، وفي تلك السنة، حصلت الملكة على الرقم القياسي العالمي في موسوعة غينيس كأغنى ملكة.
في قائمة أغنى الأثرياء في صحيفة صنداى تايمز لعام 2015 تم تقدير ثروتها بنحو 340 مليون جنيه إسترليني، مما جعلها في المرتبة 302 كأغنى شخص في المملكة المتحدة. وكانت هذه هي المرة الأولى التي لم تكن في قائمة أغنى 300 شخص في قائمة "صنداي تايمز" منذ بدايتها في عام 1989. وكانت في المرتبة الأولى في القائمة عند بدايتها في عام 1989،  مع ثروة مُبلَغ عنها بقيمة 5.2 مليار جنيه إسترليني، والتي تضمنت أصول الدولة التي لم تكن شخصية لها  (حوالي 12.7 مليار جنيه إسترليني) بقيمة اليوم). 
في عام 2023, قدرت صحيفة الجارديان ثروة ملك المملكة المتحدة الابريطانية الملك تشارلز الشخصية بـ 1.8 مليار دولار (2 مليار يورو ، 2.2 مليار دولار أمريكي). ويتشمل هذا التقدير على أصول ودخل دوقية لانكستر تقدر قيمتها ب653 مليون دولار (ودفع تشارلز دخل سنوي يقتدر بقيمة 20 مليون دولار) ، جواهر تقدر بقيمة 533 مليون دولار ، عقارات تقدر بقيمة 330 مليون دولار ، أسهم واستثمارات تقدر بقيمة 142 مليون دولار, جمع الطوابع تقدر قيمتها 100 مليون دولار على الأقل ، وخيول السباق تقدر بقيمة 27 مليون دولار ، والأعمال الفنية تقدر بقيمة 24 مليون دولار ، والسيارات تقدر بقيمة 6.3 مليون دولار. ورث تشارلز معظم هذه الثروة عن والدته إليزابيث الثانية ، معفاة من ضريبة الميراث.

## المعاشات البرلمانية
حصل الأمير فيليب، دوق إدنبرة وهو الابن الثانى الذكر للملكة اليزابيث، على راتب سنوي برلماني يقدر بقيمة 359 ألف جنيه إسترليني سنويًا من الخزانة . [50]  وقد تحصل في الماضي، بعض أفراد العائلة المالكة البريطانية أيضًا تمويلات مالية على شكل معاشات برلمانية. ينص قانون القائمة المدنية لعام 1952 على منح إعانة للأميرة مارغريت بالإضافة إلى إعانات اخرى لأبناء الملكة اليزابيث الأصغر سنًا من بين آخرين. أضاف قانون القائمة المدنية لعام 1972 المزيد من أفراد العائلة المالكة إلى قائمة المعاشات السنوية.[من؟]</link>  بحلول عام 2002، كان هناك ثمانية افراد حاصلين عالى للمعاشات البرلمانية، وكلهم يحصلون على مبالغ يقدر إجماليا بقيمة 1.5 مليون جنيه إسترليني سنويًا. بين عامي 1993 و2012، قامت الملكة طوعًا بإعادة تكلفة هذه المعاشات السنوية إلى الخزانة. تم الغاء كل هذه الأمور بخلاف تلك التي تحصل عليها دوق إدنبرة آنذاك بواسطة قانون المنح السيادية لعام 2011. بعد ذلك، تم تغطية تكاليف المعيشة لأفراد العائلة المالكة الذين يقومون بواجبات رسمية، بما في ذلك الأميرة الملكية ، ودوق يورك ، ودوق ودوقة إدنبرة ، بشكل أساسي من خلال دخل الملك من دوقية لانكستر .

## تحصيل الضرائب
يتمتع الملك تشارلز الثانى بوضع قانوني يمكنه من الاعفاء من الضرائب لأن بعض قوانين البرلمان لا يتم تطبيقها عليه. لا يخضع الملك ودوقيتا لانكستر وكورنوال للتشريعات القانونية المتعلقة بضريبة الدخل أو ضريبة أرباح رأس المال أو ضريبة الميراث . بالاضافة الى ذلك، لا يتحمل الملك أي مسؤولية قانونية لدفع هذه الضرائب. تطالب دوقية كورنوال بإعفاء الملك مما يعني أن أمير ويلز ليس ملزوما قانونًيا عن دفع ضريبة الدخل أو ضريبة الشركات على إيراداته الدوقية، على الرغم من أن هذا الأمر كان موضع اختلاف. يدفع الأمير ضريبة الدخل طوعا، على الرغم من أن التساؤلات قد أثيرت حول مطالبات النفقات التي من شأنها أن تحد من التزاماته الضريبية.
نُشرت "مذكرة تفاهم بشأن الضرائب الملكية" في 5 فبراير 1993 وتم التعديل عليها في الأعوام 1996 و2009 و2013. وكان من المقرر أن يستكمل الملك القادم التعديلات الواردة في المذكرة. تصف المذكرة التعديلات التي قامت بموجبها إليزابيث الثانية والأمير تشارلز آنذاك بدفع مدفوعات طوعية إلى هيئة الإيرادات والجمارك البريطانية بدلاً من دفع الضرائب للتعويض عن إعفاءهما الضريبي. ولكن كانت تفاصيل المدفوعات خاصة.
دفعت الملكة طوعًا مبلغًا ماليا يعادل ضريبة الدخل على دخلها الخاص والدخل من المحفظة الخاصة (التي تشمل دوقية لانكستر) التي لم يتم استخدامها لأغراض رسمية. اما عن المنحة السيادية فانها معفاة من الضرائب. يتم دفع مبلغ يعادل قيمة ضريبة أرباح رأس المال طوعًا على أي مكاسب من ادراة الأصول الخاصة التي تمت بعد 5 أبريل 1993. تم التحصل على العديد من الأصول الملكية في وقت سابق من هذا التاريخ ولكن يتم الدفع فقط على المكاسب التي تم تحقيقها بعد ذلك. توجد أيضًا قانون لدفع مبلغ بدلاً من ضريبة الميراث طوعًا على بعض الأصول الخاصة بالملكة. تُستثنى الممتلكات التي تنتقل من ملك إلى المالك الذى يليه، وكذلك الممتلكات التي تنتقل من زوجة ملك سابق للمملكة إلى الملك الحالي للممملكة البريطانية.

## الضغط والإعفاءات القانونية
في نوفمبر 1973، قام المحامي الخاص بالملكة في الضغط على حكومة المملكة المتحدة وذلك لتغيير مشروع القانون المقترح من أجل إخفاء ثروتة الملكة الخاصة عن الجمهور. وبعد ذلك، أدخلت الحكومة بنداً في هذا القانون يمنحها سلطة إعفاء الشركات التي يتعام ل معها"رؤساء الدول" من تدابير الشفافية الجديدة. أدى هذا إلى إخفاء الأسهم والاستثمارات الخاصة للملكة حتى  2011.
في مناسبات أخرى طلب مستشارو الملك استبعادات من القوانين الجديدة المتعلقة بأمان الطرق وسياسة الأراضي التي من الممكن ان تؤثر على ممتلكات الملكة، وضغطوا على تغيير السياسة الحكومية على المواقع التاريخية.
تم استثناء الملكة من قانون الثقافة والممتلكات الثقافية لعام 2017 المتعلق بالنزاعات المسلحة، وهو قانون يسعى إلى منع تدمير التراث الثقافي، مثل المواقع الأثرية والأعمال الفنية والكتب الهامة، في الحروب المستقبلية. وهذا يعني أنه يتم حظر الشرطة من البحث في الممتلكات الخاصة للملكة بحثاً عن قطع أثرية مسروقة أو نهبت.
ضغط محامو الملكة أيضًا لدى الوزراء الاسكتلنديين لتغيير مشروع قانون، قانون شبكات التدفئة (اسكتلندا)، لاستثناء أرضها الخاصة من مبادرة لتقليل انبعاثات الكربون. نتيجة لذلك، كانت الملكة هي الشخص الوحيد في اسكتلندا الذي لم يُطلب منه تيسير بناء خطوط الأنابيب لتدفئة المباني باستخدام الطاقة المتجددة.

عثرت صحيفة الغارديان على 67 حالة قامت فيها الملكة بمراجعة مشاريع القوانين الاسكتلندية. والتى تشتمل على التشريعات الخاصه بقوانين التخطيط والضرائب العقارية والحماية من المستأجرين ومشروع قانون عام 2018 الذي يحظر مفتشي الغابات من دخول أراضي التاج دون إذن الملكة.
وقال المتحدث باسم الملكة: " موافقة الملكة هي عملية برلمانية في اساسها، ودور السيادة الملكية رسمي بحت. ويتم منح الموافقة دائمًا من قبل الملكة عندما تطلب الحكومة منها ذلك".

## روابط خارجية
- تقرير المنحة السيادية 2020-2021، ملخص
- توفيت الملكة إليزابيث الثانية للتو. إليك ما سيحدث لثروتها البالغة 500 مليون دولار ، مجلة فورتشن ، 8 سبتمبر 2022